# Долгопрудненское благочиние
 Долгопрудненское благочиние — округ Сергиево-Посадской епархии Русской православной церкви, объединяющий 8 приходов в пределах городского округа Долгопрудный Московской области.
Благочинный округа — протоиерей Андрей Хмызов, настоятель храма Преображения Господня в Долгопрудном.

## Храмы благочиния
- Георгиевский храм
- Храм Спаса Нерукотворного в Котове
- Храм преподобного Сергия Радонежского
- Храм Покрова Божией Матери
- Храм Преображения Господня
- Храм иконы Божией Матери «Взыскание погибших»
- Храм Покрова Божией Матери в Шереметьевском
- Храм Спаса Нерукотворного в Павельцеве[2]

## Канцелярия благочиния
Московская область, город Долгопрудный, Преображенская церковь, улица Дирижабельная. Телефон 576-95-84.